# Kashima (Ibaraki)
Kashima (jap. 鹿嶋市 Kashima-shi) – miasto portowe w Japonii, w prefekturze Ibaraki, położone nad Pacyfikiem. Ma powierzchnię 106,02 km². W 2020 r. mieszkało w nim 66 965 osób, w 28 230 gospodarstwach domowych  (w 2010 r. 66 030 osób, w 25 222 gospodarstwach domowych).

## Położenie
Miasto leży w południowej części prefektury nad Oceanem Spokojnym. Graniczy z miastami:
- Itako
- Kamisu
- Namegata
- Hokota

## Gospodarka
Miasto jest centralną częścią pasa przemysłowego Kashima-Rinkai. W mieście rozwinął się przemysł hutniczy, chemiczny oraz rafineryjny.

## Historia
Wraz z utworzeniem nowego systemu administracyjnego w 1889 roku na terenie powiatu Kashima powstała miejscowość Kashima (jap. 鹿島町). 15 września 1954 roku miejscowość powiększyła się o teren wiosek Takamatsu, Toyotsu, Toyosato i Namino (z powiatu Kashima). 1 września 1995 roku wioska Ōno (z powiatu Kashima) połączyła się z miejscowością, która zyskała status miasta i zmieniła nazwę na Kashima (jap. 鹿嶋市).

## Populacja
Zmiany w populacji terenu miasta w latach 1950–2020: